# 皇帝テオドシウスのミラノ大聖堂入堂を拒む聖アンブロシウス
『皇帝テオドシウスのミラノ大聖堂入堂を拒む聖アンブロシウス』（こうていテオドシウスのミラノだいせいどうにゅうどうをこばむせいアンブロシウス、蘭: Heilige Ambrosius verhindert keizer Theodosius de kathedraal van Milaan te betreden, 英: Saint Ambrose barring Theodosius from Milan Cathedral）は、フランドルのバロック期の巨匠アンソニー・ヴァン・ダイクが1619-1620年ごろ、キャンバス上に油彩で制作した絵画である。かつてはジョン・ジュリアス・アンガースタインに所蔵されていた作品であるが、1824年に購入されて以来、ロンドン・ナショナル・ギャラリーに所蔵されている。

## 作品

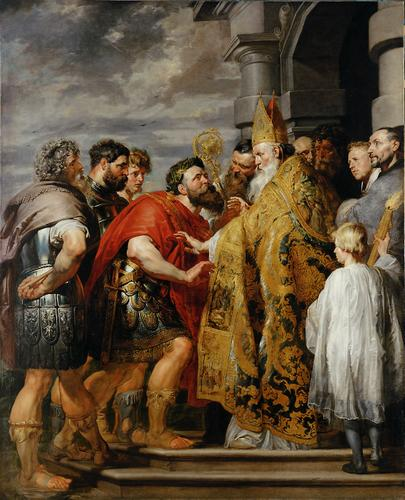
ピーテル・パウル・ルーベンス『皇帝テオドシウスと聖アンブロシウス』 (美術史美術館、ウィーン)

アンブロシウスは4世紀のミラノの大司教であった。ローマ皇帝テオドシウス1世がテッサロニカの虐殺を行ったため、彼とその一行がミラノ大聖堂に入るのを拒んだといわれる。2人の出会いは、ヤコブス・デ・ウォラギネの『黄金伝説 (聖人伝) 』に記述されている。
この絵画は、ピーテル・パウル・ルーベンスが1615-1616年に制作した (ヴァン・ダイクも制作に携わっていたと考えられる) 同主題の『皇帝テオドシウスと聖アンブロシウス』 (美術史美術館、ウィーン) に依拠している。とはいえ、いくつかのかなりの相違点が見られる。本作はルーベンスの作品の半分以下のサイズで、構図も異なっている。拡大された建築物が背景を支配している一方、人物たちはまとめられ、より至近の対立の感覚が生じている。また本作では、画面左側に槍とハルバード (斧槍) が、そして画面下部左側に犬が描き加えられている。
ルーベンスの作品では、人物たちはどっしりとして重厚な感じである。頑健そうでありながらうろたえた様子の皇帝は、大きく重々しい大司教アンブロシウスに物理的に止められている。一方、本作で皇帝とアンブロシウスの物理的対立は軽減され、もっとスリリングで華麗な心理的対立となっている。また、皇帝には髭がなく、古代ローマのコインやメダルの皇帝の横顔によく似ている。
本作で、アンブロシウスの不屈の活力は司教杖に移されており、彼のために杖を持つ司教は今にもその杖で皇帝を打ちのめしそうである (ルーベンスの作品中の杖はこれほど頑丈ではなく、もっと装飾的で象徴的である)。また、ルーベンスの作品で、アンブロシウスのマントは鉛のように重そうに見え、その精巧な模様は彼の身振りにもほとんど乱れていない。しかし、本作でアンブロシウスが纏っている金襴のマントは、キャンバスの表面ではためいているように見える。
ヴァン・ダイクは本作を制作中にこれらの変更のうちのいくつかを行った。本来は、ルーベンスの作品をより忠実になぞっていたが、細部を変更したのである。変更された箇所には肉眼で見えるものもあり、X線写真と赤外線画像で見えるものもある。
なお、画面右から2人目の、顔の細部が詳細に描かれている人物は、アントウェルペンの市会議員でルーベンスの友人であったニコラ―ス・ロコックス (Nicholaes Rockox) であると特定されている。彼はルーベンスに『サムソンとデリラ』 (ロンドン・ナショナル・ギャラリー) を委嘱した人物で、本作も彼が委嘱したのかもしれない。